# Communauté de communes Montagne d'Ardèche
La Communauté de communes Montagne d'Ardèche est une communauté de communes française, située dans le département de l'Ardèche en région Auvergne-Rhône-Alpes. Elle est née de la fusion des Communautés de communes de Entre Loire et Allier, Cévenne et Montagne ardéchoises et des Sources de la Loire.

## Historique
Le projet de schéma départemental de coopération intercommunale de 2015 impose la fusion des trois communautés de communes Entre Loire et Allier, Cévenne et Montagne ardéchoises et des Sources de la Loire du fait d'une population inférieure à 5 000 habitants, alors toutes trois membres des syndicats mixtes de la Montagne Ardéchoise et du Pays de l’Ardèche méridionale . Les communes de La Rochette, Borée et Saint-Martial appartenant à la Communauté de communes Val'Eyrieux ont été choisies pour rejoindre la nouvelle structure ayant comme point commun une adhésion à l'office de tourisme de Saint-Eulalie, devenu Office de Tourisme Montagne d'Ardèche.
La version adoptée en mars 2016 confirme ce projet de fusion, mais en intégrant en plus les communes d'Astet et de Lachamp-Raphaël . L'arrêté préfectoral est publié le 16 décembre 2016

## Composition
La communauté de communes est composée des 28 communes suivantes :

| Nom                                     | Code Insee | Gentilé          | Superficie (km2) | Population (dernière pop. légale) | Densité (hab./km2) |
| --------------------------------------- | ---------- | ---------------- | ---------------- | --------------------------------- | ------------------ |
| Coucouron (siège)                       | 07071      | Coucouronnais    | 23,89            | 767 (2022)                        | 32                 |
| Astet                                   | 07018      | Asténiens        | 34,45            | 57 (2022)                         | 1,7                |
| Le Béage                                | 07026      | Béageais         | 32,83            | 255 (2022)                        | 7,8                |
| Borée                                   | 07037      | Boréens          | 27,67            | 142 (2022)                        | 5,1                |
| Borne                                   | 07038      | Bourniquels      | 32,01            | 45 (2022)                         | 1,4                |
| Cellier-du-Luc                          | 07047      | Lucocellariens   | 14,73            | 91 (2022)                         | 6,2                |
| Cros-de-Géorand                         | 07075      |                  | 43,39            | 151 (2022)                        | 3,5                |
| Issanlas                                | 07105      |                  | 28,4             | 103 (2022)                        | 3,6                |
| Issarlès                                | 07106      | Issarlains       | 18,44            | 125 (2022)                        | 6,8                |
| Le Lac-d'Issarlès                       | 07119      | Lacains          | 14,35            | 251 (2022)                        | 17                 |
| Lachamp-Raphaël                         | 07120      | Chamiers         | 14,09            | 66 (2022)                         | 4,7                |
| Lachapelle-Graillouse                   | 07121      | Chapelous        | 20,48            | 188 (2022)                        | 9,2                |
| Lanarce                                 | 07130      | Lanarçois        | 22,37            | 209 (2022)                        | 9,3                |
| Laveyrune                               | 07136      |                  | 13,44            | 109 (2022)                        | 8,1                |
| Lavillatte                              | 07137      | Viallattins      | 18,6             | 43 (2022)                         | 2,3                |
| Lespéron                                | 07142      | Lesperonais      | 24,99            | 321 (2022)                        | 13                 |
| Mazan-l'Abbaye                          | 07154      | Mazanais         | 44,79            | 124 (2022)                        | 2,8                |
| Le Plagnal                              | 07175      |                  | 16,07            | 65 (2022)                         | 4                  |
| La Rochette                             | 07195      |                  | 13,86            | 63 (2022)                         | 4,5                |
| Le Roux                                 | 07200      | Rossignols       | 16,43            | 64 (2022)                         | 3,9                |
| Sagnes-et-Goudoulet                     | 07203      | Sagnerous        | 25,02            | 119 (2022)                        | 4,8                |
| Saint-Alban-en-Montagne                 | 07206      |                  | 13,94            | 65 (2022)                         | 4,7                |
| Saint-Cirgues-en-Montagne               | 07224      |                  | 21,78            | 215 (2022)                        | 9,9                |
| Saint-Étienne-de-Lugdarès               | 07232      | Stéphanois       | 50,34            | 407 (2022)                        | 8,1                |
| Saint-Laurent-les-Bains-Laval-d'Aurelle | 07262      |                  | 35,48            | 184 (2022)                        | 5,2                |
| Saint-Martial                           | 07267      | Saint-Martialais | 36,18            | 271 (2022)                        | 7,5                |
| Sainte-Eulalie                          | 07235      | Sainte-Eulalais  | 22,11            | 209 (2022)                        | 9,5                |
| Usclades-et-Rieutord                    | 07326      |                  | 12,46            | 110 (2022)                        | 8,8                |

## Administration

### Siège
Le siège de la Communauté de communes Montagne d'Ardèche est situé au 620 rue de la zone artisanale Les Eygades à Coucouron.

### Conseil communautaire
Répartition des 37 conseillers communautaires, en 2020 :
| Nombre de délégués | Communes                    |
| ------------------ | --------------------------- |
| 6                  | Coucouron                   |
| 3                  | Saint-Étienne-de-Lugdarès   |
| 2                  | Le Lac-d'Issarlès, Lespéron |
| 1                  | Les autres communes         |

### Présidence
La communauté de communes est présidée par 
| Période      | Période | Identité        | Étiquette | Qualité            |
| ------------ | ------- | --------------- | --------- | ------------------ |
| Juillet 2020 | 2026    | Jacques Genest  | LR        | Maire de Coucouron |
| Janvier 2017 | 2020    | Patrick Coudène | LR        | Maire du Roux      |

## Compétences[7]
Compétences obligatoires : Aménagement de l’espace ; Développement économique général ; Gestion des milieux aquatiques et préventions des inondations ; Aires d’accueil des gens du voyage ; Déchets ménagers et assimilés.
Compétences optionnelles : Protection et mise en valeur de l’environnement ; Politique du logement et du cadre de vie ; 	Politique de la ville ; Création, aménagement et entretien de la voirie d’intérêt communautaire ; Construction, entretien et fonctionnement d’équipements culturels et sportifs d’intérêt communautaire et d’équipement de l’enseignement préélémentaire et élémentaire d’intérêt communautaire ; Action sociale d’intérêt communautaire ; Création et gestion de maisons de services au public et définition des obligations de service public y afférentes en application de l’article 27-2 de la loi n°2000-321 du 12 avril 2000 relative aux droits des citoyens dans leurs relations avec les administrations.
Compétences optionnelles : Assainissement non collectif ; Aménagement numérique ; Soutien aux sapeurs-pompiers ; Soutien à la culture et au sport.

## Géographie
La communauté de communes se situe au sud de la région Auvergne-Rhône-Alpes dans le massif du Vivarais, dans la partie occidentale du département de l'Ardèche, limitrophe du département de la Haute-Loire et de la Lozère. Située entre Privas à l'est, Mende à l'ouest, Le Puy-en-Velay au nord et Aubenas au sud, elle est traversée par la RN102 et compte parmi ses infrastructures, le tunnel du Roux, construit pour le passage de la ligne de chemin de fer dite « la Transcévenole », qui devait relier le Puy à Nieigles-Prades (aujourd’hui Lalevade-d'Ardèche).

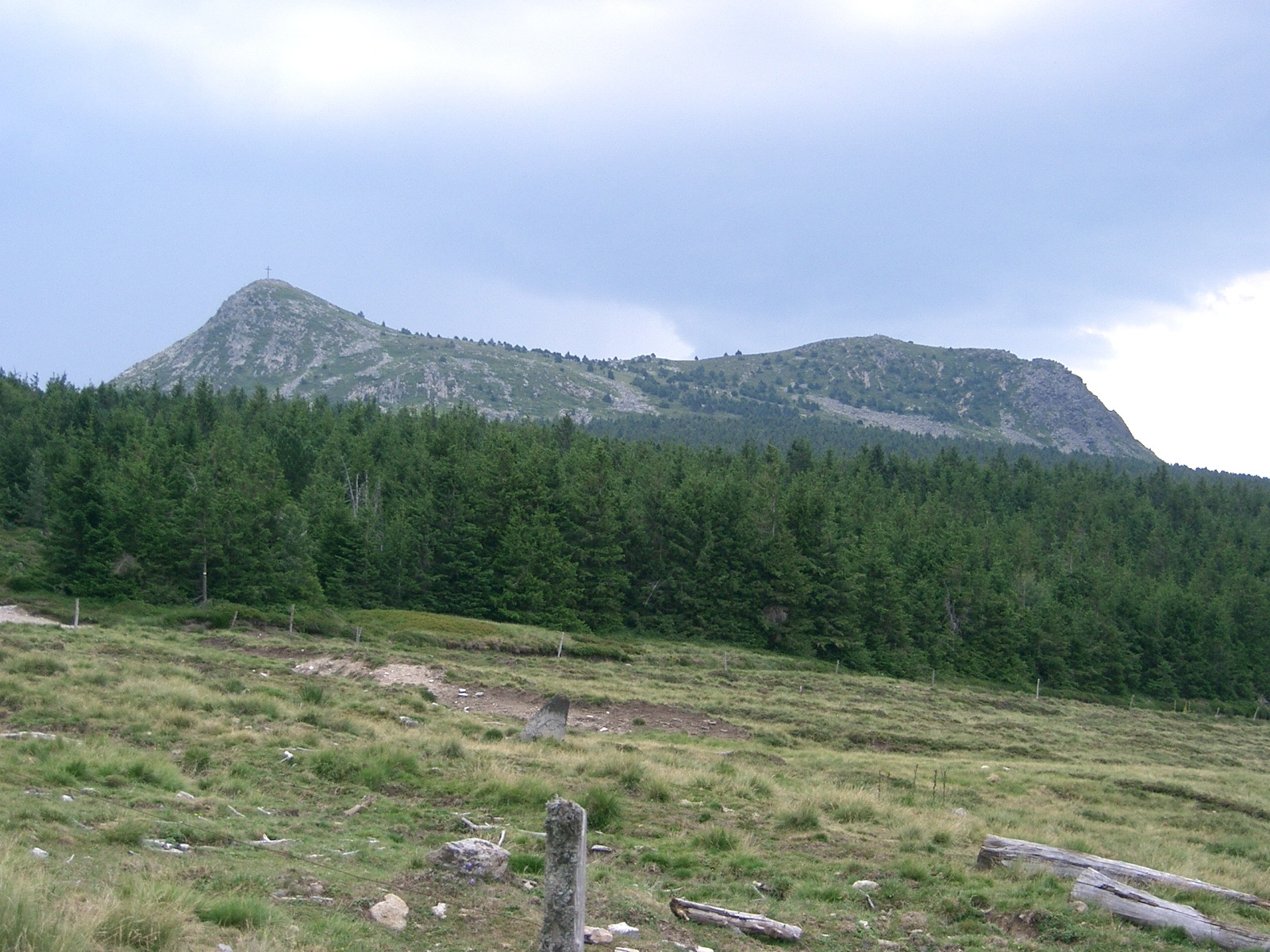
Mont Mézenc

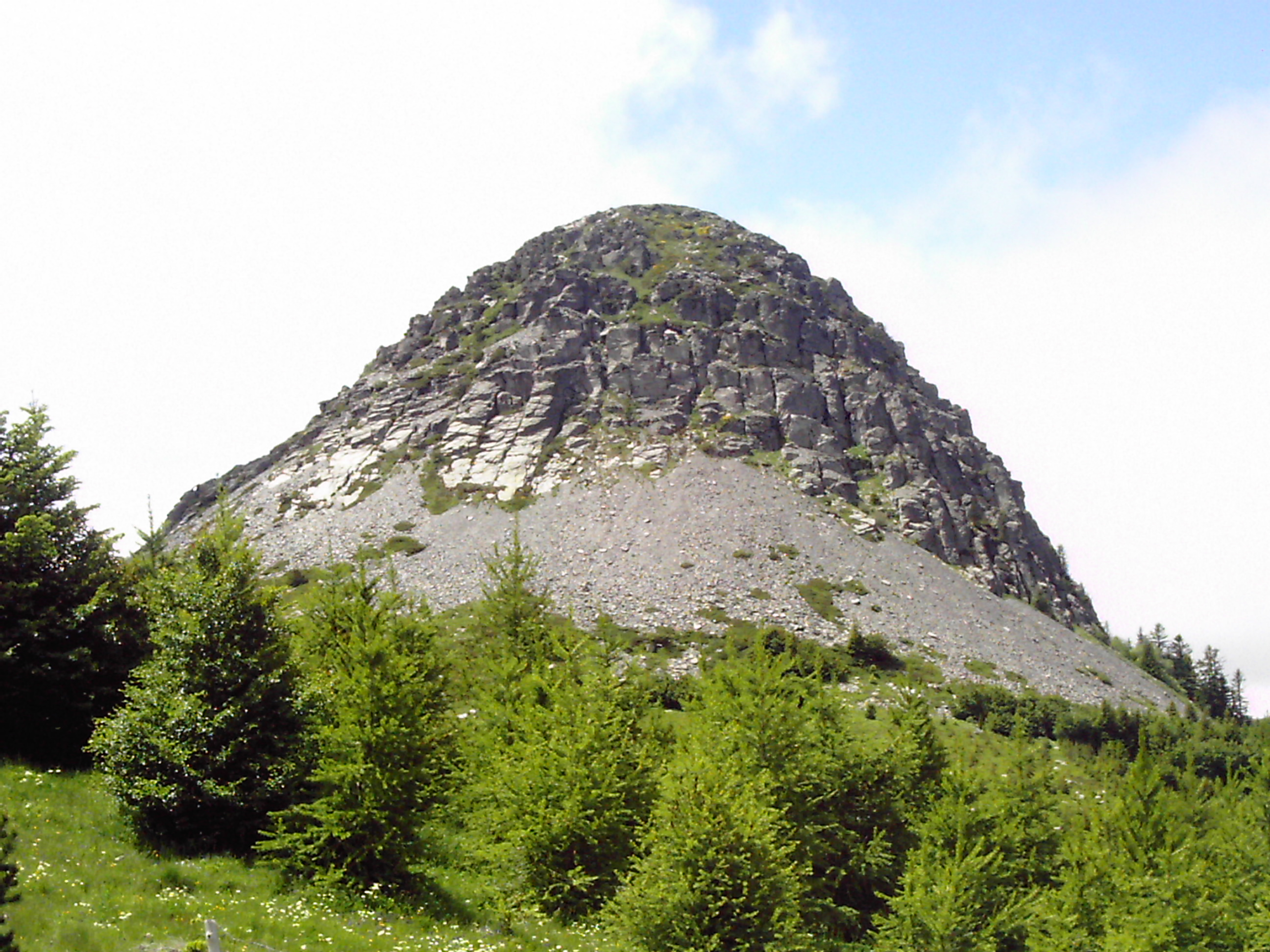
Mont Gerbier-de-Jonc

Son territoire de 692.60km² est caractérisé par un relief montagneux, avec des plateaux, des vallées encaissées et des sommets culminant à plus de 1 500 mètres d'altitude. Le Mont Mézenc, plus haut sommet du département, et le Mont Gerbier-de-Jonc, où se situent les sources de la Loire, sont tous deux sur son territoire. Outre ses sucs et sentiers de randonnée, la Communauté de communes attire notamment en été pour ses points de fraîcheur avec les lacs de Coucouron, du Lac-d'Issarlès et de Saint-Martial et en hiver pour ses stations de sports de neige. La ligne de partage des eaux entre l’océan Atlantique et la mer Méditerranée traverse le territoire, où l’on peut admirer différentes œuvres artistiques sur le parcours.